# Pitomača
Pitomača är en ort i Kroatien.   Den ligger i länet Virovitica-Podravinas län, i den nordöstra delen av landet, 100 km öster om huvudstaden Zagreb. Pitomača ligger 111 meter över havet och antalet invånare är 5 740.
Terrängen runt Pitomača är platt. Runt Pitomača är det ganska glesbefolkat, med 30 invånare per kvadratkilometer. Närmaste större samhälle är Virovitica, 17,8 km sydost om Pitomača. Trakten runt Pitomača består till största delen av jordbruksmark.